# Bastheim
Bastheim é um município da Alemanha, situado no distrito de Rhön-Grabfeld, no estado da Baviera. Tem 41,75 km² de área, e sua população em 2019 foi estimada em 2.106 habitantes.